# Gitte Seeberg
Gitte Seeberg (* 25. Juni 1960 in Kopenhagen) ist eine dänische Politikerin und seit 2008 Generalsekretärin von WWF Dänemark.

## Beruf
Seeberg schloss 1986 ein Jura-Studium an der Universität Kopenhagen ab. Anschließend arbeitete sie drei Jahre in einer Rechtsanwaltskanzlei, bevor sie sich 1989 als Rechtsanwältin und Gewerbeimmobilienmaklerin selbständig machte.

## Politik
Seeberg war von 1994 bis 2004 Abgeordnete der Konservativen Volkspartei im Folketing. Zwischen 2001 und 2004 war sie stellvertretende Parteivorsitzende und Mitglied des Gemeinderats von Søllerød. Nach der Europawahl 2004 wechselte sie ins Europäische Parlament.

### Parteiwechsel
Am 7. Mai 2007 gründete Gitte Seeberg zusammen mit MdEP Anders Samuelsen und dem Folketingsabgeordneten Naser Khader (beide vormals Det Radikale Venstre) die liberal-zentristische Partei «Neue Allianz» (Ny alliance, heute Liberal Alliance). Als Begründung gab sie an, die Zusammenarbeit der Konservativen Partei mit der rechtspopulistischen Dänischen Volkspartei nicht länger gutheißen zu können. Nach der Folketingswahl 2007 kehrte sie für die Neue Allianz ins Folketing zurück.
Gitte Seeberg verließ die Allianz bereits am 29. Januar 2008, weil sich die Neugründung ihrer Ansicht nach in die falsche politische Richtung entwickelt hatte. Sie blieb fraktionslose Abgeordnete, bis sie am 8. Juli 2008 auf ihr Mandat verzichtete, um Generalsekretärin von WWF Dänemark zu werden.
Siehe auch: Liste der Mitglieder des 6. Europäischen Parlamentes